# Theodoor Mostermans
Theodorus Johannes (Theodoor) Mostermans (Nieuwkuijk, 21 januari 1903 – Lieshout, 24 juli 1983) was een Nederlands politicus. Hij werd geboren als zoon van Hermanus Mostermans (1856-1940; koopman) en Theodora Vugts (1866-1924). Mostermans was lid van de Roomsch-Katholieke Staatspartij en na 1945 van de Katholieke Volkspartij.

## Loopbaan
Na zijn opleiding op kostschool de Ruwenberg begon Mostermans aan een ambtelijke carrière. Zijn eerste, onbetaalde baan was volontair bij de gemeentesecretarie van Nieuwkuijk, waar hij later aangesteld werd als bezoldigd ambtenaar. In 1927 maakte hij de overstap naar de gemeentesecretarie van Hilvarenbeek. In mei 1928 werd hij de gemeentesecretaris van Lieshout als opvolger van P.J.C. Coppens die eerder dat jaar na een verkeersongeval was overleden. Toen de zittende burgemeester de pensioengerechtigde leeftijd naderde, solliciteerde Mostermans naar de dubbelfunctie burgemeester/secretaris. Zijn argument was dat hij van het burgemeestersalaris van f 1700 per jaar alleen niet kon leven. De benoeming volgde in februari 1933. Na een jaar droeg hij de secretarisfunctie over aan J.H.M. van Nunen. Mostermans bleef burgemeester van Lieshout tot zijn pensionering in 1968.
Een van de eerste voorstellen van Mostermans aan de gemeenteraad was om de naam van het Lieshoutse gehucht Ginderdoor te wijzigen in Mariahout. Het initiatief daartoe kwam van J.R.A. van Eijndhoven, de bouwpastoor van de Onze-Lieve-Vrouw-van-Lourdeskerk in Ginderdoor. In de nabijheid van het gehucht was in de voorgaande jaren een groot areaal woeste grond ontgonnen, voornamelijk door boerenzoons van buiten de gemeente. De bevolking was door de vele jonge gezinnen zo toegenomen dat het gehucht de omvang van een dorp had gekregen. Dat was voor het bisdom 's-Hertogenbosch aanleiding een nieuwe parochie te stichten. Pastoor Van Eijdhoven was een fervent Mariavereerder en wilde niet alleen zijn parochiekerk aan haar wijden, maar het hele dorp naar haar vernoemen. De raad, die geheel bestond uit gelovige katholieken, keurde het voorstel goed.
Lieshout was tijdens de Tweede Wereldoorlog een opvang- en doorgangspost voor geallieerde militairen die met hun vliegtuig boven Nederland gecrasht waren. Mostermans zorgde, samen met drie plaatselijke politiemensen en een aantal leden van de familie Swinkels, voor hun opvang en begeleiding. In totaal passeerden circa vijftig militairen het Lieshoutse steunpunt op hun tocht via Antwerpen terug naar het Verenigd Koninkrijk. Ook onderduikers werden geholpen, onder wie Joden en verzetsmensen, door hen onder te brengen in tenten en een schuilhut in de bossen aan de Molenheide tussen Lieshout en Gerwen.
Tijdens de ambtsperiode van Mostermans groeide het inwoneraantal van de gemeente van 1750 tot 3700. De uitgaven aan onderwijs stegen van f 7500 naar f 213.000, de uitgaven in de sociale sector van f 7500 naar f 250.000 en de schuldenlast van de gemeente van f 96.000 naar f 5.000.000. De infrastructuur werd onder zijn burgemeesterschap verbeterd door onder meer de verharding van een aantal zandwegen, de aanleg van riolering en straatverlichting, de aansluiting op de waterleiding en op het Limburgse mijngas, de bouw van diverse scholen en een nieuw gemeentehuis, en de realisatie van uitbreidingsplannen voor de dorpen Lieshout en Mariahout.

## Nevenactiviteiten
In 1931 werd Mostermans benoemd tot kassier van de Boerenleenbank Lieshout. Later werd hij voorzitter van de bank. In 1933 werd hij voorzitter van de plaatselijke afdeling van het Wit-Gele Kruis. Hij bekleedde beide functies tot aan zijn pensionering. Uit hoofde van zijn burgemeesterschap was hij lid van het dagelijks bestuur van het Streekorgaan Gewest Helmond, een voorloper van het Samenwerkingsverband Regio Eindhoven, en van het waterschap 'Het stroomgebied van de Aa.

## Onderscheidingen
Bij zijn 25-jarig ambtsjubileum kreeg Mostermans het Kruis van Verdienste van de Nederlandse Bond voor Oud-Strijders. Bij zijn afscheid in 1968 werd hij benoemd tot Ridder in de Orde van Oranje Nassau. In het uitbreidingsplan dat na zijn afscheid werd gerealiseerd is een straat naar hem genoemd.

## Privé
Op 25 juli 1933 trouwde Mostermans met Elisabeth Swinkels (1902-2000), dochter van Johannes Swinkels en Cornelia Verstappen. Zij behoorde tot de vierde generatie van de brouwersfamilie Swinkels. Uit het huwelijk werden zeven kinderen geboren, drie dochters en vier zonen. Na zijn pensionering bleef Mostermans wonen in Lieshout, waar hij midden 1983 op 80-jarige leeftijd overleed. Hij werd in Lieshout begraven.